# Zatorski (nazwisko)
Zatorski (forma żeńska: Zatorska; liczba mnoga: Zatorscy) – nazwisko polskie. Współcześnie nazwisko to nosi około 4500 osób (2360 osób o nazwisku Zatorska i 2132 osoby o nazwisku Zatorski).
Nazwisko pochodzi od miejscowości Zator. W I Rzeczypospolitej nazwisko Zatorski występowało zarówno w Koronie, jak i na Litwie, popularne było we wszystkich warstwach społecznych. Rody szlacheckie o tym nazwisku używały herbu Gozdawa lub Ślepowron.

Gozdawa

Ślepowron

## Osoby umieszczone wWikipedii
- Ignacy Zatorski – obrońca Westerplatte
- Izabela Zatorska – lekkoatletka
- Ryszard Zatorski – reżyser i scenarzysta
- Paweł Zatorski – siatkarz grający w pozycji libero
- Piotr Zatorski – brydżysta oraz szachista
- Aleksander Paweł Zatorski – prozaik związany z kręgiem Biblioteki Załuskich
- O. Włodzimierz Zatorski OSB – benedyktyn, 2005–2009 przeor Klasztoru Benedyktynów w Tyńcu, twórca i w latach 1991–2007 dyrektor Wydawnictwa Benedyktynów Tyniec, autor książek o tematyce duchowej.
- Franciszek Zatorski – poeta, zbierał i opracowywał litewskie pieśni i podania

## Niektóre osoby o nazwiskuZatorski
- ks. Jan Zatorski (XIX wiek) – kanonik w Obrazowie k. Sandomierza
- O. Teodor Zatorski (zm. 1870) – przeor klasztoru karmelitów na Piasku w Krakowie
- prof. Maksymilian Zatorski (1835-1886) – profesor prawa UJ, rodem z Sambora, członek Akademii Umiejętności
- Bartosz Zatorski (XVII wiek) – nadworny kozak Lubomirskich, mąż XVII-wiecznej bigamistki Agnieszki Machówny
- Kazimierz Zatorski (1752-1810) – włościanin-gospodarz w Cieślach, tenuta małogoska[2]
- mjr. dypl. Wacław Zatorski (1898-1970) – kawalerzysta w 20-leciu międzywojennym, wybitny znawca kawalerii, autor artykułów w Przeglądzie Historyczno-Wojskowym i książki Czyngis-chan 1194-1242, wydanej w 1939 r. przez Główną Księgarnię Wojskową, tuż przed wybuchem II wojny światowej, a wznowionej w 2015 r. przez Wydawnictwo Poznańskie pod tytułem Wojny Czyngis-chana 1194-1242.
- por. pil. Wacław Zatorski – pilot 3 Pułku Lotniczego w Poznaniu (pełnił służbę od 29.08.1921 do 5.01.1929)
- ppor. pil. Stanisław Bogusław Zatorski – bohaterski pilot zm. 17 września 1939
- Józef Zatorski – policjant z Dąbrowy Górniczej (zm. 1940 w Katyniu)
- st. wachmistrz Władysław Zatorski (zm. 1945) – wachmistrz AK batalionu „Barbara” – ziemia tarnowska
- ks. prałat Kazimierz Zatorski (1908-2000) – proboszcz parafii w Muszynie w latach 1942–1956, długoletni proboszcz w Porąbce Uszewskiej. W roku 1965 wyróżniony przez Stolicę Apostolską godnością kapelana Ojca Świętego
- Henryk Zatorski (1919-1990) – piłkarz Wisły Kraków, radomski działacz sportowy
- Witold Zatorski (1937-1981) – zmarły tragicznie reżyser teatralny, profesor łódzkiej Filmówki

## Fikcyjne postaci
- Wilibald Zatorski – książę, właściciel zamku w Samsonowie, jeden z bohaterów opowiadania Henryka Rzewuskiego. Filmową adaptacją opowiadania jest film pt. Ja gorę!  wyreżyserowany w roku 1967 przez Janusza Majewskiego. W filmie duchowi księcia Wilibalda Zatorskiego głosu użyczył Władysław Hańcza. Autora zagrał Kazimierz Rudzki.